# Граф Белмор

Герб графів Белмор.

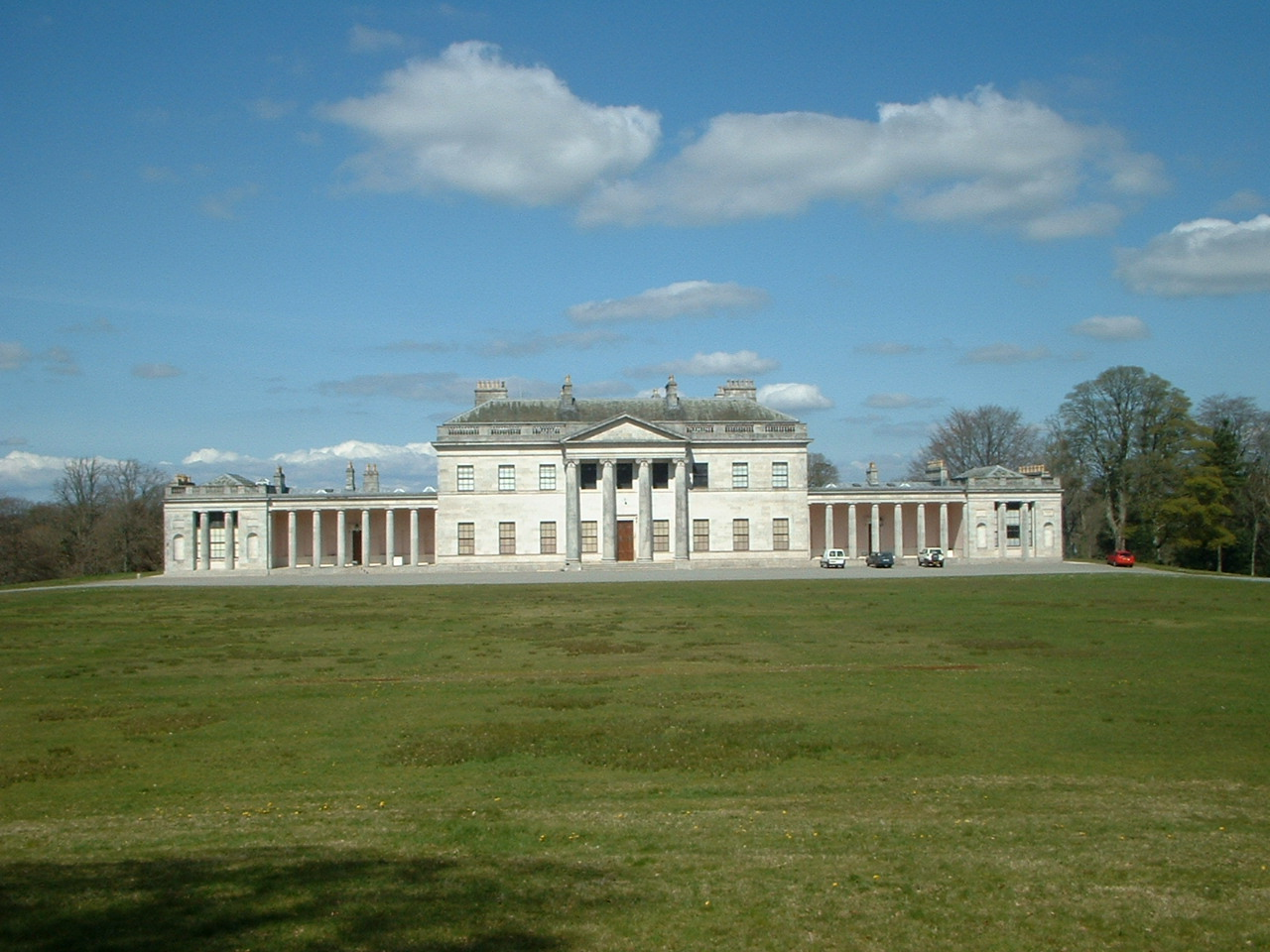
Замок Кастл-Кул.

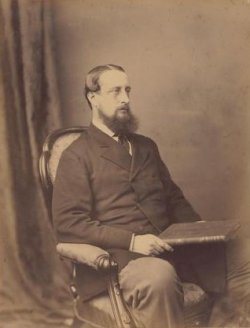
Сомерсет Ловрі-Коррі – IV граф Белмор.

Граф Белмор (англ. - Earl Belmore) – аристократичний титул в перстві Ірландії.

## Гасло графів Белмор
Virtus semper virdis – «Чеснота завжди зелена» (лат.) – натяк на Ірландію – «Зелений острів».

## Історія графів Белмор
Титул граф Белмор був створений в перстві Ірландії в 1797 році для Армара Лоурі-Коррі – І віконта Белмор. Він був депутатом Палати громад парламенту Ірландії і представляв графство Тірон. 1781 року він отримав титули барона Белмор із замку Кул, що в графстві Фермана. 1789 року він отримав титул віконта Белмор в перстві Ірландії. Він був сином Гелбрейта Лоурі – депутата Палати громад парламенту Ірландії від графства Тірон та його дружини Сари – дочки полковника Джона Коррі. 1774 року за дозволом корони він взяв додаткове прізвище Коррі. Армар Лоурі успадкував сімейний маєток Коррі Кастл-Кул у 1774 році та взяв додаткове ім’я Коррі на знак визнання цієї спадщини. Документи родини Ловрі-Коррі показують, що політичні амбіції графа були значним чинником у відбудові замку Кул, який вважається найрозкішнішим класичним будинком XVIII століття в Ірландії, що славиться як шедевр архітектора Джеймса Ваятта. Доктор Ентоні Малкомсон писав про цей замок: «Замок Кул був побудований як невід’ємна частина планів Белмора щодо його власного політичного та соціального зростання та піднесення його клану... Замок був символом сили і впливу північно-західного політичного блоку в ірландському парламенті... Цей парламент, його автономія, посилена так званою Конституцією 1782 року, здавалося, що це все триватиме вічно... Таким чином, Кастл-Кул відображає впевненість лорда Белмора у своєму власному політичному майбутньому та в майбутньому політичних інститутів того часу. Це дім великої ірландської політичної сім’ї: не просто місце для життя, це експонат для проголошення позиції Белмора в ірландському суспільстві та впливу в ірландській Палаті громад». На жаль, для лорда Белмора ця впевненість виявилася марною. Незважаючи на те, що він успадкував сімейні маєтки загальною площею близько 70 000 акрів і орендну плату щонайменше 12 000 фунтів стерлінгів на рік, і він отримав титул пера, врешті-решт Акт Союзу 1800 року позбавив його шансів на політичний вплив. Від його амбіцій залишився лише сам замок Кул, але це було джерелом пихи для нащадків, а не для нього самого, оскільки він фактично передав свою власність своєму синові та спадкоємцю, Сомерсету, коли той досяг повноліття в 1795 році. Малкомсон пише, що до моменту смерті лорда Белмора загальні борги його становили 133 000 фунтів стерлінгів, з яких близько 70 000 фунтів стерлінгів припадало на будівництво замку Кул, і хоча будинок був завершений за його життя, він не був умебльованим, поки його син не успадкував маєток. Лорд Белмор перший раз одружився 3 жовтня 1771 року з леді Маргарет Батлер (1748 - 1775) – старшою дочкою Сомерсета Батлера – І графа Каррік та його дружини леді Джуліани Бойл - першої дочки другої дружини Генрі Бойла – І графа Шеннон. У цьому шлюбі було двоє синів: Гелбрейт (помер в дитинстві) та Сомерсет та одна дочка – леді Луїза Енн Джулія Гарріет. Вдруге Армар одружився в 1780 році з леді Гарріет Гобарт (1762 – 1805) – дочкою Джона Гобарта – ІІ графа Бекінгемшир. У цьому шлюбі було дві дочки і один син. Цей шлюб було розірвано актом парламенту Ірландії в 1793 році, а леді Белмор потім одружилась з Вільямом Керром – VI маркізом Лотіан. Лорд Белмор одружився втретє в 1794 році з Мері Енн Колдвелл (1755 – 1851) – дочкою сера Джона Колдвелла – IV баронета Колдвелл. Лорд Белмор помер у Баті 2 лютого 1802 року у віці 61 року.
Титул успадкував його старший син Сомерсет Ловрі-Коррі, що став ІІ графом Белмор. Він спочатку був депутатом Палати громад парламенту Ірландії і представляв графство Тірон, а потім був депутатом Палати громад парламенту Об’єднаного Королівства Великої Британії та Ірландії. Потім був депутатом Палати лордів як представник Ірландії в 1819 – 1841 роках. Служив губернатором Ямайки в 1828 – 1832 роках. Отримав звання полковника міліції графства Тірон. Він успадкував від батька величезні борги, але не дивлячись на це завершив замок Кул – умеблював інтер’єри вишуканими меблями в стилі регентства. Інтер’єри замку облаштовував майстер Джон Престон – це обішлося загалом у 35 000 фунтів стерлінгів. Нову конюшню для замку побудував сер Річард Морісон. Лорд Белмор купив розкішний корабель і плавав на ньому по Середземному морю в 1817 році. Капітаном корабля був брат лорда Армар Ловрі-Коррі. На кораблі була вся родина графа, їхня болонка Роза, сімейний лікар Роберт Річардсон, доктор медичних наук містер Холт. Вони відвідали Мальту, Італію, Грецію, Єгипет, Палестину. У Єгипті граф збирав старожитності. Потім граф продав корабель королю Неаполя. Сомерсет Ловрі-Коррі одружився в 1800 році зі своєю двоюрідною сестрою леді Джуліаною Батлер (1783 – 1861) – дочкою Генрі Батлера – ІІ графа Керрік. У них було двоє синів і одна дочка. Лорд Белмор помер у Лімінгтон-Спа, Уорікшир, 18 квітня 1841 року у віці шістдесяти шести років.
Титул успадкував його старший син Армар Ловрі-Коррі, що став ІІІ графом Белмор. Він прожив мало. Освіту отримав в Крайс-Черч в Оксфорді. Був депутатом парламенту Великої Британії від графства Фермана, належав до партії торі. Одружився з леді Емілією Луїзою Шеппард з графства Кент. У них було четверо синів і дві дочки. Лорд Белмор помер у замку Кул 17 грудня 1845 року у віці 43 років і був похований у Каледоні (Ірландія). Леді Белмор померла в 1904 році у віці 90 років і була похована в церкві Святої Марії в Едвардстоні, Саффолк.
Титул успадкував його старший син Сомерсет Річард Ловрі-Коррі, що став IV графом Белмор. Титул він успадкував у віці 10 років. Освіту отримав в Ітоні та в Триніті-коледжі (Кембрідж). 1856 року отримав вчений ступінь магістра мистецтв. У 1857 – 1913 роках він був депутатом Палати лордів парламенту Великої Британії. У 1866 – 1867 роках входив до складу уряду, працював під керівництвом графа Дербі заступником державного міністра внутрішніх справ. У 1867 – 1872 роках він був губернатором Нового Південного Уельсу. 1868 року він був на пікніку з принцом Альфредом в передмісті Сіднея. У цей час на нього здійснив замах Генрі Джеймс О’Фарелл, але влучив в принца Альфреда. Лорд Белмор звернувся до уряду з проханням помилувати О’Фарелла, яке було проігнороване. Покинув пост губернатора Нового Південного Уельсу турбуючись про здоров’я своєї дружини, якій був на шкоду австралійський клімат. Входив до складу Таємної Ради Ірландії.  Граф Белмор був мировим суддею в графствах Фермана, Тірон та Кент. У 1890-х він кілька разів служив лорд-суддею Ірландії, а в 1892 році був призначений лордом-лейтенантом графства Тірон, а до цього був заступником лорд-лейтенанта Ірландії. Він також був капітаном ополчення графства Фермана і майором ірландських королівських волонтерів. Лорд Белмор одружився з Енн Елізабет Гонорією Гладстон - донькою капітана Джона Нейлсона Гладстона, депутата парламенту, сина сера Джона Гладстона – І баронета Гладсон та Елізабет Гонорії Бейтсон - дочки сера Роберта Бейтсона та сестри сера Томаса Бейтсона – І барона Дерамор. Шлюб відбувся 22 серпня 1861 року в соборі Святого Георгія, Ганновер-сквер, Лондон. Загалом у пари було 13 дітей: 3 сини та 10 дочок. Незважаючи на те, що всі 13 дітей вижили в дорослому віці, незвичним є те, що лише двоє з 13 дітей (Флоренс і Кетлін) коли-небудь одружилися і мали дітей.
V графом Белмор став Армар Лоурі-Коррі (5 травня 1870 — 12 лютого 1948) — старший син Сомерсета Лоурі-Корі – IV графа Белмор. Він народився в урядовому будинку в Сіднеї (Австралія), коли його батько був губернатором Нового Південного Уельсу. Був охрещений в Сіднейськогму соборі і називався віконтом Коррі, доки не успадкував титул графа в 1913 році. Освіту здобував в школі Малверн, що біля Дувра, в коледжі Вінчестера, в школі преподобного Гарлока в Брюсселі, в Трініті-коледжі в Кембріджі. Освіту завершив в 1891 році. Потім працював адвокатом. Отримав звання капітана королівських стрільців Інніскілінгу. Отримав посаду Верховного шерифа графства Фермана (1895) та графства Тірон (1901). Під час війни замок Кул був конфіскований урядом Великої Британії для потреб армії не дивлячись на протести графа. Після війни йому повернули замок. Другу половину свого життя граф провів в замку Кул – розкішному особняку на березі озера, де жила зграя диких сірих гусей. У замку він жив разом з братом холостяком і вісьмома неодруженими сестрами. Одна із цих сестер втопилася в озері і згідно легенди перетворилася на дику гуску. Вони регулярно відвідували церкву і займали одні й ті самі місця згідно їхнього віку. З часом у цьому ряду з’являлися прогалини на місці померлих родичів. Армар помер 12 лютого 1948 року у віці 77 років, і його спадкоємцем став його брат.
VI граф Белмор - Сесіл Ловрі-Коррі здобув освіту в Веллінгтонському коледжі, обіймав посади мирового судді графств Тірон та Фермана, заступника лорд-лейтенанта графства Фермана, заступником Верховного шерифа графства Тірон. Входив до генерального синоду церкви Ірландії. Він помер в 1949 році.
Титул успадкував його двоюрідний брат Галбрайт Армар Ловрі-Коррі, що став VII графом Белмор. Він був сином майора Адріана Лоурі-Коррі – п’ятого сина адмірала Армара Ловрі-Коррі – другого сина ІІІ графа Белмор. Він здобув освіту в коледжі Лансінг в Сассексі, а потім у Королівському військовому коледжі в Сандхерсті в Беркширі. Він брав участь у Другій світовій війні, був поранений під час бою, а пізніше отримав звання майора на службі Королівських стрільців Інніскіллінга. Майор Лоурі-Коррі служив у Інніскіллінгу в  Малайї у 1949 році, коли його командир передав йому телеграму на ім’я «лорд Белмор». Це означало, що його двоюрідний брат-холостяк – VI граф Белмор помер і що він, внучатий племінник IV графа, успадкував титул графа та родинний резиденцію замок Кастл-Кул. Він негайно взяв відпустку та повернувся до Ірландії. Він отримав посади мирового судді та заступника лейтенанта графства Фермана. Під час його перебування в замку Кастл-Кул будинок було модернізовано, проведено електрику, а частина будинку була відкрита для відвідування до 1955 року. Сімдесят акрів землі було передано Національному фонду, у маєтку та на полі для гольфу були висаджено ліс. 18 лютого 1939 року він одружився з Глорією Антеєю Харкер - дочкою Герберта Браянта Гаркера з Мельбурна, Австралія, і мав з нею сина і дві дочки.
На сьогодні титулом володіє його син Джон Армар Ловрі-Коррі, що успадкував титул в 1960 році.
Іншими відомими людьми родини Лоурі-Коррі були:
- Генрі Лоурі-Коррі – відомий політик, належав до партії консерваторів, перший лорд Адміралтейства в 1866 – 1867 роках, другий син ІІ графа Белмор.
- Монтегю Коррі – І барон Ровтон, молодший син Генрі Ловрі-Коррі, особистий секретар Бенджаміна Дізраелі.
- Армар Лоурі-Коррі (1836 – 1919) – другий син ІІІ графа Белмор, адмірал британського Королівського флоту.
- Генрі Ловрі-Коррі – молодший син ІІІ графа Белмор став відомим політиком.

Вигаданий титул віконт Коррі використовується як титул ввічливості для спадкоємця титулу графа Белмор.
Родинним гніздом графів Белмор є замок Кастл-Кул, що біля Енніскіллена, графство Фермана, Ірландія.

## Графи Белмор (1797)
- Армар Ловрі-Коррі (1740 – 1802) – І граф Белмор
- Сомерсет Ловрі-Коррі (1774 – 1841) – ІІ граф Белмор
- Армар Ловрі-Коррі (1801 – 1845) – ІІІ граф Белмор
- Сомерсет Річард Ловрі-Коррі (1835 – 1913) – IV граф Белмор
- Армар Ловрі-Коррі (1870 – 1948) – V граф Белмор
- Сесіл Ловрі-Коррі (1873 – 1949) – VI граф Белмор
- Гелбрейт Армар Ловрі-Коррі (1913 – 1960) – VII граф Белмор
- Джон Армар Ловрі-Коррі (нар. 1951) – VIII граф Белмор

Спадкоємцем титулу є син нинішнього власника титулу Джон Армар Гелбрейт Ловрі-Корі - віконт Коррі (народився в 1985 році).